# Copa del Mundo de Atletismo de 1989
La 5.ª edición de la Copa del Mundo de Atletismo se disputó entre el 8 y el 10 de septiembre de 1989 en el Estadio Olímpico Lluís Companys de Barcelona, España.

## Clasificación por Equipos
| Pos. | Equipo                        | Resultado |
| ---- | ----------------------------- | --------- |
| 1    | Estados Unidos                | 133       |
| 2    | Europa                        | 127       |
| 3    | Reino Unido                   | 119       |
| 4    | República Democrática Alemana | 116,5     |
| 5    | África                        | 107       |
| 6    | América                       | 97        |
| 7    | Asia                          | 68,5      |
| 8    | España                        | 64,5      |
| 8    | Oceanía                       | 64,5      |

| Pos. | Equipo                        | Resultado |
| ---- | ----------------------------- | --------- |
| 1    | República Democrática Alemana | 124       |
| 2    | Unión Soviética               | 106       |
| 3    | América                       | 94        |
| 4    | Europa                        | 89        |
| 5    | Estados Unidos                | 84,5      |
| 6    | Asia                          | 67,5      |
| 7    | África                        | 58        |
| 8    | España                        | 48        |
| 9    | Oceanía                       | 40        |

## Resultados por pruebas

### Masculino
| Evento                  | Oro                                                                             | Plata                                                                                  | Bronce                                                                        |
| ----------------------- | ------------------------------------------------------------------------------- | -------------------------------------------------------------------------------------- | ----------------------------------------------------------------------------- |
| 100 metros              | Linford Christie Reino Unido 10.10                                              | Leroy Burrell Estados Unidos 10.15                                                     | Daniel Sangouma Francia Europa 10.17                                          |
| 200 metros              | Robson da Silva · Brasil · América · 20.00                                      | Floyd Heard Estados Unidos 20.36                                                       | Olapade Adeniken Nigeria África 20.38                                         |
| 400 metros              | Roberto Hernández · Cuba · América · 44.58                                      | Jens Carlowitz República Democrática Alemana 44.86                                     | Gabriel Tiacoh Costa de Marfil África 44.97                                   |
| 800 metros              | Tom McKean Reino Unido 1:44.95                                                  | Jens-Peter Herold República Democrática Alemana 1:45.04                                | Nixon Kiprotich Kenia África 1:45.08                                          |
| 1500 metros             | Abdi Bile Somalia África 3:35.56                                                | Sebastian Coe Reino Unido 3:35.79                                                      | Jens-Peter Herold República Democrática Alemana 3:35.87                       |
| 5000 metros             | Saïd Aouita Marruecos África 13:23.14                                           | John Doherty Irlanda Europa 13:25.39                                                   | José Luis Carreira · España · 13:25.94                                        |
| 10.000 metros           | Salvatore Antibo · Italia · Europa · 28:05.26                                   | Addis Abebe Etiopía África 28:06.43                                                    | Antonio Prieto · España · 28:07.42                                            |
| 110 metros vallas       | Roger Kingdom Estados Unidos 12.87                                              | Colin Jackson Reino Unido 12.95                                                        | Emilio Valle · Cuba · América · 13.21                                         |
| 400 metros vallas       | David Patrick Estados Unidos 48.74                                              | Henry Amike Nigeria África 49.24                                                       | Kriss Akabusi Reino Unido 49.42                                               |
| 3000 metros obstáculos  | Julius Kariuki Kenia África 8:20.84                                             | Alessandro Lambruschini · Italia · Europa · 8:21.75                                    | Hagen Melzer República Democrática Alemana 8:23.21                            |
| Relevos 4×100 metros    | Estados Unidos Andre Cason Tony Dees Daron Council Slip Watkins 38.29           | Reino Unido Clarence Callender John Regis Marcus Adam Linford Christie 38.34           | Europa Max Morinière Gilles Quénéhervé Bruno Marie-Rose Daniel Sangouma 38.47 |
| Relevos 4×400 metros    | América Lázaro Martínez Sérgio Menezes Howard Burnett Roberto Hernández 3:00.65 | Estados Unidos Clarence Daniel Oliver Bridges Raymond Pierre Antonio Pettigrew 3:00.99 | África Simeon Kipkemboi Lucas Sang David Kitur Gabriel Tiacoh 3:01.88         |
| Salto de altura         | Patrik Sjöberg · Suecia · Europa · 2.34                                         | Dalton Grant Reino Unido 2.31                                                          | Javier Sotomayor · Cuba · América · 2.25                                      |
| Salto con pértiga       | Philippe Collet Francia Europa 5.75                                             | Tim Bright Estados Unidos 5.70                                                         | Uwe Langhammer República Democrática Alemana 5.55                             |
| Salto de longitud       | Larry Myricks Estados Unidos 8.29                                               | Yusuf Alli Nigeria África 8.00                                                         | Stewart Faulkner Reino Unido 7.84                                             |
| Triple salto            | Mike Conley Estados Unidos 17.49                                                | Volodymyr Inozemtsev Unión Soviética 17.31                                             | Jonathan Edwards Reino Unido 17.28                                            |
| Lanzamiento de peso     | Ulf Timmermann República Democrática Alemana 21.68                              | Werner Günthör · Suiza · Europa · 21.40                                                | Randy Barnes Estados Unidos 21.10                                             |
| Lanzamiento de disco    | Jürgen Schult República Democrática Alemana 67.12                               | Luis Delís · Cuba · América · 66.72                                                    | Rolf Danneberg Alemania Occidental Europa 65.30                               |
| Lanzamiento de martillo | Heinz Weis Alemania Occidental Europa 77.68                                     | Lance Deal Estados Unidos 76.38                                                        | Ralf Haber República Democrática Alemana 76.28                                |
| Lanzamiento de jabalina | Steve Backley Reino Unido 85.90                                                 | Kazuhiro Mizoguchi Japón Asia 82.56                                                    | Volker Hadwich República Democrática Alemana 80.30                            |

### Femenino
| Evento                  | Oro                                                                                                 | Plata                                                                                                   | Bronce                                                                                     |
| ----------------------- | --------------------------------------------------------------------------------------------------- | --- | ------------------------------------------------------------------------------------------ |
| 100 metros              | Sheila Echols Estados Unidos 11.18                                                                  | Mary Onyali Nigeria África 11.23                                                                        | Silke Möller República Democrática Alemana 11.24                                           |
| 200 metros              | Silke Möller República Democrática Alemana 22.46                                                    | Mary Onyali Nigeria África 22.82                                                                        | Grace Jackson Jamaica América 22.87                                                        |
| 400 metros              | Ana Fidelia Quirós · Cuba · América · 50.60                                                         | Grit Breuer República Democrática Alemana 50.67                                                         | Falilat Ogunkoya Nigeria África 51.67                                                      |
| 800 metros              | Ana Fidelia Quirós · Cuba · América · 1:54.44                                                       | Sigrun Wodars República Democrática Alemana 1:55.70                                                     | Doina Melinte · Rumania · Europa · 1:56.55                                                 |
| 1500 metros             | Paula Ivan · Rumania · Europa · 4:18.60                                                             | Yekaterina Podkopayeva Unión Soviética 4:19.44                                                          | Yvonne Mai República Democrática Alemana 4:20.30                                           |
| 3000 metros             | Yvonne Murray Reino Unido Europa 8:44.32                                                            | Tatyana Pozdnyakova Unión Soviética 8:49.42                                                             | PattiSue Plumer Estados Unidos 8:54.33                                                     |
| 10.000 metros           | Kathrin Ullrich República Democrática Alemana 31:33.92                                              | Ingrid Kristiansen · Noruega · Europa · 31:42.01                                                        | Natalya Sorokivskaya Unión Soviética 32:15.53                                              |
| 100 metros vallas       | Cornelia Oschkenat República Democrática Alemana 12.60                                              | Ludmila Engquist Unión Soviética 12.80                                                                  | Lynda Tolbert Estados Unidos 12.86                                                         |
| 400 metros vallas       | Sandra Farmer-Patrick Estados Unidos 53.84                                                          | Tatyana Ledovskaya República Democrática Alemana Unión Soviética 54.86                                  | Sally Gunnell Reino Unido Europa 55.25                                                     |
| Relevos 4×100 metros    | República Democrática Alemana Kerstin Behrendt Sabine Günther Silke Möller Cornelia Oschkenat 42.21 | Unión Soviética Natalya Kovtun Galina Malchugina Tatyana Papilina Natalya Voronova 42.76                | Estados Unidos Sheila Echols Esther Jones Dawn Sowell Wenda Vereen 42.83                   |
| Relevos 4×400 metros    | América Charmaine Crooks Pauline Davis Grace Jackson Ana Fidelia Quirós 3:23.05                     | República Democrática Alemana Annett Hesselbarth Katrin Schreiter Christine Wachtel Grit Breuer 3:23.97 | Unión Soviética Lyudmila Dzhigalova Yelena Golesheva Marina Shmonina Yelena Ruzina 3:26.15 |
| Salto de altura         | Silvia Costa · Cuba · América · 2.04                                                                | Tamara Bykova Unión Soviética 1.97                                                                      | Alina Astafei · Rumania · Europa · 1.94                                                    |
| Salto de longitud       | Galina Chistyakova Unión Soviética 7.10                                                             | Marieta Ilcu · Rumania · Europa · 6.71                                                                  | Nicole Boegman Australia Oceanía 6.64                                                      |
| Lanzamiento de peso     | Huang Zhihong China Asia 20.73                                                                      | Heike Hartwig República Democrática Alemana 20.62                                                       | Claudia Losch Alemania Occidental Europa 20.10                                             |
| Lanzamiento de disco    | Ilke Wyludda República Democrática Alemana 71.54                                                    | Hou Xuemei China Asia 66.04                                                                             | Maritza Martén · Cuba · América · 65.40                                                    |
| Lanzamiento de jabalina | Petra Felke República Democrática Alemana 70.32                                                     | Zhang Li China Asia 61.50                                                                               | Laverne Eve Bahamas América 60.32                                                          |